# Oteležani
Oteležani är en ort i Bosnien och Hercegovina.   Den ligger i entiteten Federationen Bosnien och Hercegovina, i den centrala delen av landet, 50 km väster om huvudstaden Sarajevo. Oteležani ligger 583 meter över havet och antalet invånare är 162.
Terrängen runt Oteležani är kuperad norrut, men söderut är den bergig. Närmaste större samhälle är Konjic, 18,0 km sydost om Oteležani. 
Omgivningarna runt Oteležani är en mosaik av jordbruksmark och naturlig växtlighet. Runt Oteležani är det ganska tätbefolkat, med 93 invånare per kvadratkilometer.